# Серіальне видання
Серіальне видання — це видання (зазвичай друковане), яке виходить протягом певного часу, має спільну назву, однотипне оформлення, дату чи нумерацію випусків. 

Серіальне видання поділяється на два підвиди: 
1. Періодичне видання – видання, що виходить через певні проміжки часу, має заздалегідь визначену постійну щорічну кількість однотипово оформлених випусків, що не повторюються за змістом. Формально характеризується наявністю номера  ISSN (всі випуски мають один і той самий номер ISSN);
2. Продовжуване видання (Продовжувана серія) – видання, що виходить через заздалегідь невизначені проміжки часу, в міру накопичення матеріалу. Виходить випусками, неповторюваними за змістом, із спільною назвою. Формально характеризується наявністю серійного номера ISBN (всі випуски мають по два ISBN: перший ідентифікує видання, другий — кожен окремий випуск).